# Calamus erectus
Calamus erectus är en enhjärtbladig växtart som beskrevs av William Roxburgh. Calamus erectus ingår i släktet Calamus och familjen Arecaceae. Inga underarter finns listade i Catalogue of Life.